# Borisoglebskij rajon (Oblast' di Voronež)
Il Borisoglebskij rajon (in russo Борисоглебский городской округ?) è un rajon dell'Oblast' di Voronež, nella Russia europea, il cui capoluogo è Borisoglebsk. Istituito nel 1934, ricopre una superficie di 1.320 chilometri quadrati.